# Xerocrassa subrogata
Xerocrassa subrogata е вид коремоного от семейство Hygromiidae.

## Разпространение
Видът е разпространен в Испания.